# Riboswitch SAM
O riboswitch SAM (também conhecido como líder S-box ou líder de caixa S e riboswitch SAM-I) é um riboswitch localizado a montante de vários genes que codificam proteínas envolvidas na biossíntese de metionina ou cisteína em bactérias Gram-positivas. Um riboswitch é uma parte de uma molécula de mRNA que se liga a uma pequena molécula (neste caso SAM) e regula a atividade de um gene. Dois ribossomas SAM presentes em Bacillus subtilis que foram estudados experimentalmente actuam no controlo da terminação da transcrição. A sua estrutura secundária prevista consiste numa complexa região hairpin loop seguida por uma região haste-laço terminal. Uma forma alternativa e mutuamente exclusiva envolve as bases do segmento 3' da hélice 1 juntamente com a região 5' da hélice 5 para formar uma estrutura denominada forma antiterminadora. Quando o SAM não está ligado, a sequência antiterminadora sequestra a sequência terminadora para que o terminador não se possa formar, permitindo que a polimerase leia o gene a jusante. Quando a S-adenosil metionina (SAM) é ligada ao aptâmero, o antiterminador é sequestrado por um anti-antiterminador; então o terminador é formado e a transcrição termina. No entanto, muitos riboswitches de SAM regulam provavelmente a expressão genética ao nível da tradução.

## Organização estrutural

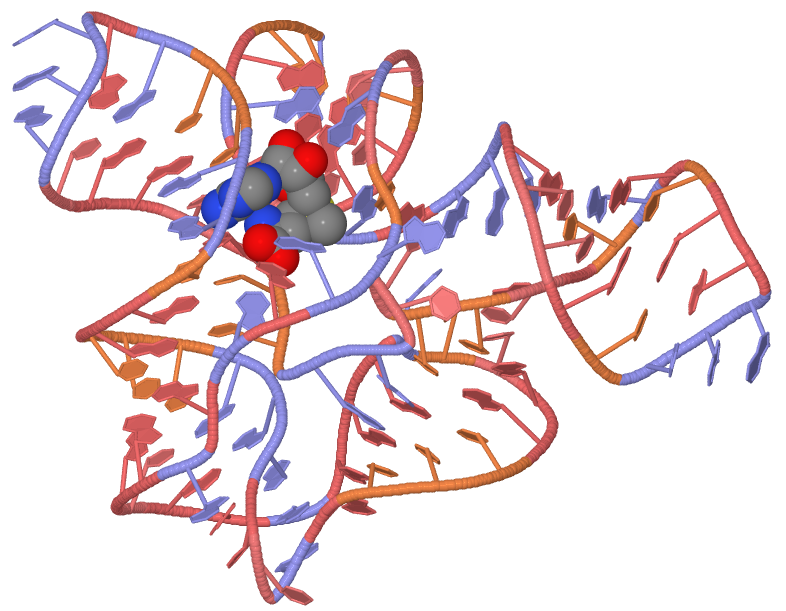
Uma representação 3D do ribossoma SAM

A estrutura do riboswitch do SAM foi determinada por cristalografia de raios X. O ribossoma SAM está organizado numa junção de quatro vias, com dois conjuntos de hélices empilhadas coaxialmente, dispostas lado a lado. Estas pilhas são mantidas juntas por um pseudonoide formado entre o laço da extremidade da haste P2 e a região de junção J3/4. A formação do pseudo-nó é facilitada por uma curvatura de torção independente da proteína que induz uma curvatura de 100° em P2. As proteínas ribossómicas, que se ligam às ``voltas kink no ribossoma, favorecem o enovelamento do aptâmero SAM ao interagir com o motivo ``volta kink P2. Tanto o nó torcido como o pseudonó são essenciais para o estabelecimento de uma dobra global e de uma união produtiva. A bolsa de ligação é dividida entre pares de AU em tandem conservados na haste P1, a G conservada na região de junção J1/2 e a protuberância assimétrica conservada na haste P3. Os resíduos de adenosil e metionina da cadeia principal do SAM são reconhecidos pela formação de ligações de hidrogénio na protuberância P3 e pelo G conservado de J1/2. O grupo metil é reconhecido indiretamente através do enxofre carregado, que forma uma interação eletrostática com o potencial de superfície negativo criado pelos pares AU em tandem no sulco menor de P1. Estes pares são altamente conservados e alterações na orientação destes pares, bem como na identidade das bases nos pares (i.e., pares GC em vez de pares AU) resultam numa afinidade reduzida por SAM.[carece de fontes?] No entanto, a afinidade por SAH não é afetada por alterações na sequência P1, apoiando ainda mais a ideia de que a interação entre SAM e a hélice P1 é eletrostática por natureza.[carece de fontes?]
Uma outra classe estrutural de riboswitches que se ligam à S-adenosilmetionina (SAM) é totalmente diferente do riboswitch SAM-I. Estes riboswitches de ligação ao SAM não relacionados são riboswitches SAM-I, riboswitches SAM-III e riboswitches SAM-SAH.
Existem duas classes de ribossomas de ligação ao SAM que estão estruturalmente relacionados com os ribossomas do SAM-I. Os riboswitches SAM-IV parecem partilhar um sítio de ligação do ligante semelhante ao dos riboswitches SAM-I, mas numa estrutura diferente. No SAM-IV, a haste P4 localiza-se a jusante da haste P1 e interage, através de um segundo pseudonó, com P3, enquanto a curva de torção está ausente. Os "riboswitches" da variante SAM-I/IV combina as características dos riboswitches SAM-I e SAM-IV. Por exemplo, têm o P4 fora da junção multissistémica, como os riboswitches SAM-IV, mas também costumam ter um P4 semelhante ao SAM-I dentro da junção multissistémica. No entanto, ao contrário dos ribossomas SAM-I e SAM-IV, os ribossomas variantes não possuem qualquer loop interno em P2. Como foi referido anteriormente, este laço interno nos riboswitches do SAM-I forma um motivo de curva de torção que permite ao RNA formar um pseudo-nó. Os ribossomas variantes não possuem o laço interno que permitiria tal curva e também não apresentam sinais de formação do pseudo-nó semelhante ao do SAM-I.